# Sida Košutić
Sida Košutić (10 de marzo de 1902-13 de mayo de 1965) fue una escritora, poetisa, dramaturga, ensayista, crítica literaria, columnista y editora croata.